# Jeroen Vanheste

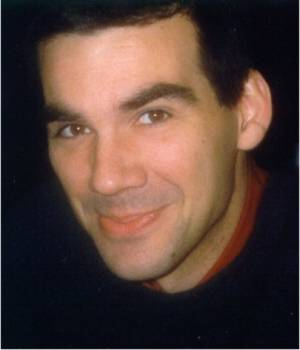
Jeroen Vanheste (foto: Dimitri)

Jeroen Vanheste (13 juni 1964) is een Nederlands cultuurwetenschapper en een voormalig schaker. 

## Schaken
Als schaker bracht Vanheste het tot Internationaal Meester (IM). In 1985 won hij het Open Kampioenschap van Utrecht. In 1988 werd hij gedeeld winnaar van het VBG/van Berkel-BSG Pinkstertoernooi. 

## Cultuurwetenschapper
Begonnen als informaticus studeerde Vanheste vervolgens cultuurwetenschappen en promoveerde op het boek Guardians of the Humanist Legacy, een studie naar T.S. Eliot en het intellectuele netwerk rondom het tijdschrift The Criterion. Hij richt zich als cultuurwetenschapper in het bijzonder op de raakvlakken tussen cultuur en literatuur vanuit een filosofische perspectief.
Momenteel is Jeroen Vanheste als universitair docent filosofie verbonden aan de Open Universiteit. 

## Boeken
Vanheste schreef meerdere boeken. In 2007 publiceerde hij Humanisme en het Avondland (ISBN 9789055738120), een essay over de Europese humanistische erfenis. In 2012 verscheen De Wijsheid van de Roman (ISBN 9789460362323, later herzien onder de titel Denkende romans, ISBN 9789463401005), waarin hij onderzoekt op welke manier romans kunnen bijdragen aan de verkenning van filosofische vraagstukken betreffende mens en cultuur. In 2020 kwam Animo (ISBN 9789463402859) uit, waarin hij pleit voor het spel als een vorm van levenskunst.